# Lawrence Kinnard
Lawrence Kinnard (ur. 8 lipca 1986 w Memphis) – amerykański koszykarz grający na pozycjach niskiego lub silnego skrzydłowego. Uczestnik Meczu Gwiazd Polskiej Ligi Koszykówki 2010. Były zawodnik klubów z Sopotu, Włocławka i Wrocławia, a także zespołów z Cypru i Finlandii.

## Życiorys
Lawrence Kinnard swoją karierę koszykarską rozpoczął w 2005 roku. Przed przyjazdem do Polski występował w amerykańskiej lidze NCAA w zespole Uniwersytetu Alabama Birmingham. W 2009 roku podpisał kontrakt z zespołem Trefl Sopot, w którym występował przez 2 sezony. W 2010 został zaproszony do udziału w Meczu Gwiazd Polskiej Ligi Koszykówki jako rezerwowy drużyny Północy i uczestnik konkursu wsadów, jednak z powodu kontuzji w nie wziął udziału w konkursie wsadów, gdzie zastąpił go Quinton Day. W sezonie 2011/2012 występował w Anwilu Włocławek.

## Osiągnięcia
Na podstawie, o ile nie zaznaczono inaczej.
NCAA
- Uczestnik turnieju NCAA (2006)
- Zaliczony do III składu konferencji USA (2008, 2009)

Drużynowe
- Finalista Superpucharu Polski (2014/15)
- Uczestnik rozgrywek EuroChallenge (2012/13)[8]
- Uczestnik:
  - meczu gwiazd PLK (2010)
- Zaliczony do (przez eurobasket.com):
  - I składu zawodników zagranicznych ligi finlandzkiej (2016)[9]
  - II składu ligi finlandzkiej (2016)[9]
  - składu honorable mention ligi finlandzkiej (2014)[10]

## Statystyki w Polskiej Lidze Koszykówki
| Sezon   | Drużyna         | M  | S5 | MPG  | FG%   | 3P%   | FT%   | RPG | APG | SPG | BPG | PPG  |
| ------- | --------------- | -- | -- | ---- | ----- | ----- | ----- | --- | --- | --- | --- | ---- |
| 2009/10 | Trefl Sopot     | 36 | 32 | 30,4 | 45,0% | 32,0% | 63,0% | 7,6 | 0,9 | 1,3 | 0,7 | 11,5 |
| 2010/11 | Trefl Sopot     | 35 | 18 | 24,7 | 40,0% | 36,0% | 64,0% | 5,2 | 1,4 | 0,8 | 0,6 | 9,0  |
| 2011/12 | Anwil Włocławek | 24 | 19 | 24,7 | 43,1% | 30,6% | 60,0% | 4,0 | 1,1 | 1,2 | 0,5 | 7,0  |
| 2014/15 | Śląsk Wrocław   | 33 | 26 | 22,5 | 46,7% | 31,5% | 61,1% | 5,5 | 1,1 | 1,1 | 0,2 | 8,3  |